# ロベルタ・ボンダー
ロベルタ・ボンダー（Roberta Bondar、1945年12月4日 - ）は、オンタリオ州スーセントマリー出身の、カナダ人女性で初めての宇宙飛行士であり、宇宙を訪れた初めての神経学者である。カナダ勲章受章者、カナダ王立協会会員。アメリカ航空宇宙局の宇宙医学分野の責任者を10年以上務めた後、ビジネス、科学、医学コミュニティのコンサルタント、講演者になった。

## 教育
ボンダーはゲルフ大学で1968年に動物学、農学の学士号を取得し、1971年にウェスタンオンタリオ大学で実験病理学の修士号、1974年にトロント大学で神経科学の博士号、1977年にマックマスター大学で医学博士号を取得し、1981年にカナダ専門医協会の神経学のフェロー(特別研究員)となった。彼女はスーセントマリーのSir James Dunn高校を卒業し、ボストンのタフツ医科大学で神経科学のトレーニングを受けた。ボンダーはまた、カリフォルニア州サンタバーバラのBrooks Institute of Photographyで風景写真の撮影を学んだ。
ボンダーは1984年から宇宙飛行士としての訓練を開始し、1992年には第1次国際微小重力実験室ミッションでペイロードスペシャリストに指名された。ボンダーは1992年1月22日から30日にNASAのスペースシャトルディスカバリーのSTS-42で宇宙飛行を行い、スペースラブで実験を行った。地球に帰還すると、ボンダーは10年以上NASAの国際科学者チームを率い、24度の宇宙ミッションで得られたデータを分析し、宇宙環境での人体機能の回復のメカニズムについて研究を行なった。

## NASA以降
ボンダーは、ファイザー、オラクル、連邦捜査局等の組織のコンサルタントを行なっている。また、CNN、BBC、PBS、CBC等のテレビやラジオでゲストに招かれ、カナダやアメリカ合衆国で放送されている。IMAXの映画Destiny in Spaceでも取り上げられ、またエプコットの新しいアトラクションMission: SPACEのオープニングにも招待された。
ボンダーは2009年6月30日に、2期3年務めたトレント大学の学長を辞任した。後任は俳優のトム・ジャクソンである。

## 由来する名称
故郷のスーセントマリーにはロベルタ・ボンダー・パークがあり、またオンタリオ州政府が70 Foster Driveに、彼女の名前をつけたパビリオンを建設している。公園の後ろのマリーナにも彼女の名前が付けられている。
1996年、オンタリオ州アジャックスにドクター・ロベルタ・ボンダー公立学校、オタワにロベルタ・ボンダー公立学校が開校した。2005年にはブランプトンにロベルタ・ボンダー公立学校という名前の2つ目の学校が開校した。ブリティッシュコロンビア州アボッツフォードのドクター・ロベルタ・ボンダー小学校も彼女の名前にちなんでいる。彼女の名前を冠した4つ目の公立学校がオンタリオ州ヴォーンに2008年9月に開校予定である。